# Port Protection
Port Protection é uma Região censo-designada localizada no estado americano do Alasca, no Prince of Wales-Outer Ketchikan Census Area.

## Demografia
Segundo o censo americano de 2000, a sua população era de 63 habitantes.

## Geografia
De acordo com o United States Census Bureau, a localidade tem uma área de 11,9 km², dos quais 11,6 km² cobertos por terra e 0,3 km² cobertos por água.

## Localidades na vizinhança
O diagrama seguinte representa as localidades num raio de 64 km ao redor de Port Protection.